# Ecuadortrast
Ecuadortrast (Turdus maculirostris) är en fågel i familjen trastar inom ordningen tättingar.

## Utseende och läte
Ecuadortrasten är en gråbrun trast med gul näbb och orangefärgad ögonring. Ungfåglar har ljusa fläckar på vingarna och mörka på bröstet. De kan också uppvisa mörkare näbbar. Sången är melodisk och kan pågå i flera minuter. Även ett kattliknande jamande kan höras.

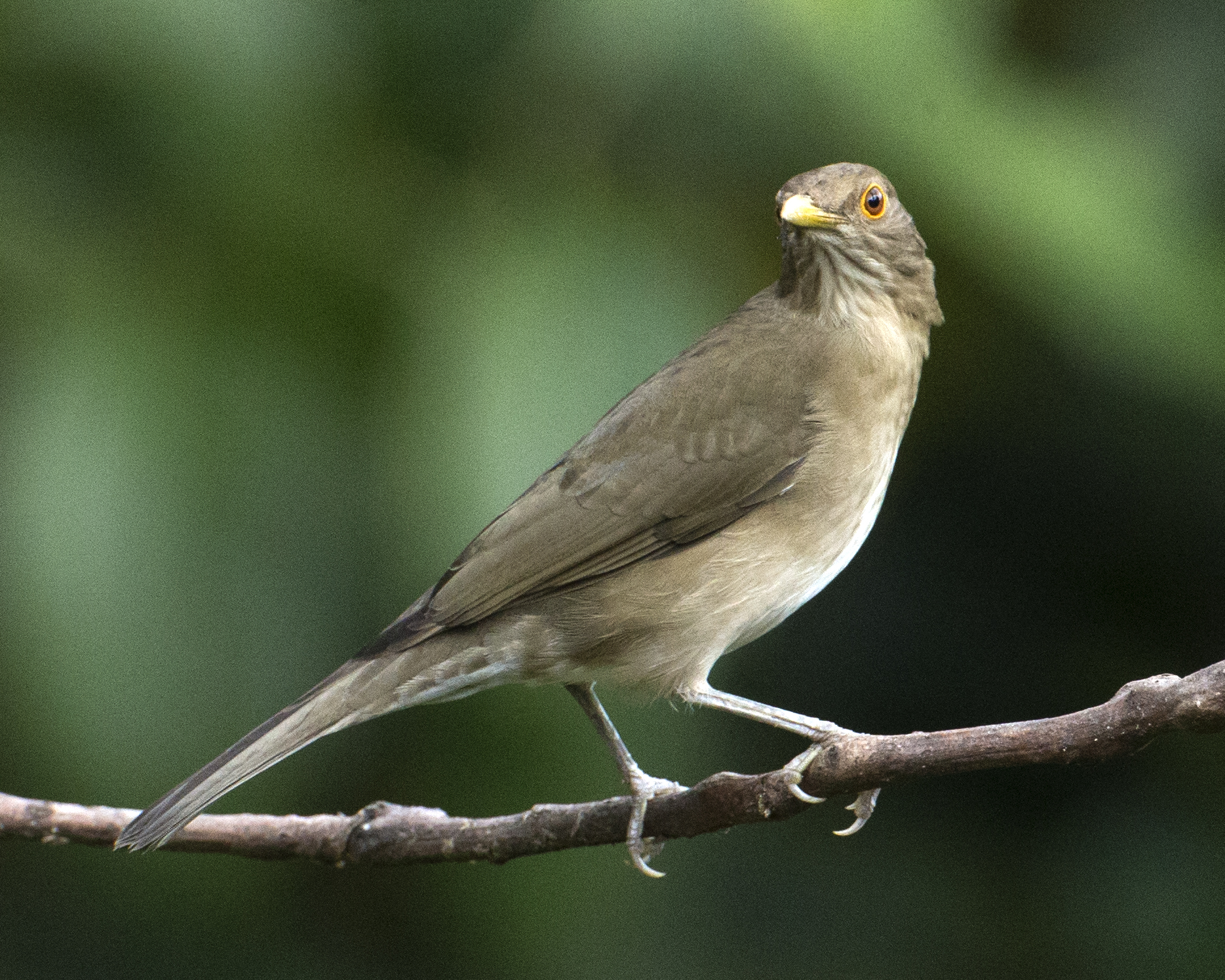

## Utbredning och systematik
Fågeln förekommer från västra Ecuadors kustregion (Esmeraldas) till nordvästligaste Peru (Tumbes). Den behandlas som monotypisk, det vill säga att den inte delas in i några underarter.

## Levnadssätt
Ecuadortrasten är en vanlig trast i gläntor och skogsbryn. I vissa områden kan den också besöka fågelmatningar med utlagd frukt.

## Status
Arten har ett stort utbredningsområde och beståndet anses stabilt. Internationella naturvårdsunionen IUCN listar den därför som livskraftig (LC).